# Coelotes pickardi carpathensis
Coelotes pickardi là một phân loài nhện trong họ Amaurobiidae.
Loài này thuộc chi Coelotes. Coelotes pickardi carpathensis được miêu tả năm 1999 bởi Ovtchinnikov.